# Naja annulata
Naja annulata är en ormart som beskrevs av Buchholz och Peters 1876. Naja annulata ingår i släktet Naja och familjen giftsnokar.
Arten förekommer i centrala Afrika från Kamerun och Centralafrikanska republiken i norr till Angola och Zambia. Omen lever i låglandet och i kulliga områden upp till 800 meter över havet. Den vistas i våtmarker eller i skogar och savanner nära vattenansamlingar. Exemplaren simmar ofta. De vistas upp till 10 minuter under vattenytan och de kan dyka till ett djup av 25 meter. Naja annulata kan vara aktiv på dagen och på natten. Den vilar ofta i byggnadsverk vid strandlinjen som broar och hus. Födan utgörs av fiskar som kanske kompletteras med groddjur. Honor lägger ägg.
Beståndet påverkas av vattenföroreningar. Några exemplar fångas för köttets skull. Hela populationen anses vara stabil. IUCN listar arten som livskraftig (LC).

## Underarter
Arten delas in i följande underarter:
- N. a. annulata
- N. a. stormsi
- N. a. christyi